# 毛頭圓尾蚜
毛頭圓尾蚜（学名：[Trichaitophorus aceris] 错误：{{Lang}}：文本有斜体标记（帮助））为斑蚜科毛蚜屬下的一个种。